# Quintus Servilius Pudens (Statthalter)
Quintus Servilius Pudens (vollständige Namensform Quintus Servilius Quinti filius Horatia Pudens) war ein im 2. Jahrhundert n. Chr. lebender Angehöriger des römischen Senatorenstandes. Durch eine Inschrift, die in Calama gefunden wurde, ist seine Laufbahn bekannt.
Pudens leistete zunächst seinen Militärdienst als Tribunus militum in der Legio IIII Scythica, die ihr Hauptlager in Zeugma in der Provinz Syria hatte. Danach wurde er Quaestor in der Provinz Sicilia. Nach Rom zurückgekehrt, war er (in dieser Reihenfolge) Tribunus plebis, Praetor und Praefectus frumenti dandi. Im Anschluss wurde er iuridicus Aemiliae et Flaminiae und danach Statthalter (Proconsul) in der Provinz Creta et Cyrene. Durch eine weitere Inschrift, die in Bisica Lucana gefunden wurde, ist nachgewiesen, dass er danach seinen Vater, der um 180 Statthalter von Africa wurde, in diese Provinz begleitet hat.
Pudens war in der Tribus Horatia eingeschrieben. Durch die beiden Inschriften ist belegt, dass er Patron von Calama und Bisica Lucana war. Er war der Sohn von Quintus Servilius Pudens, ordentlicher Konsul von 166.